# ベアテ・ウーゼ

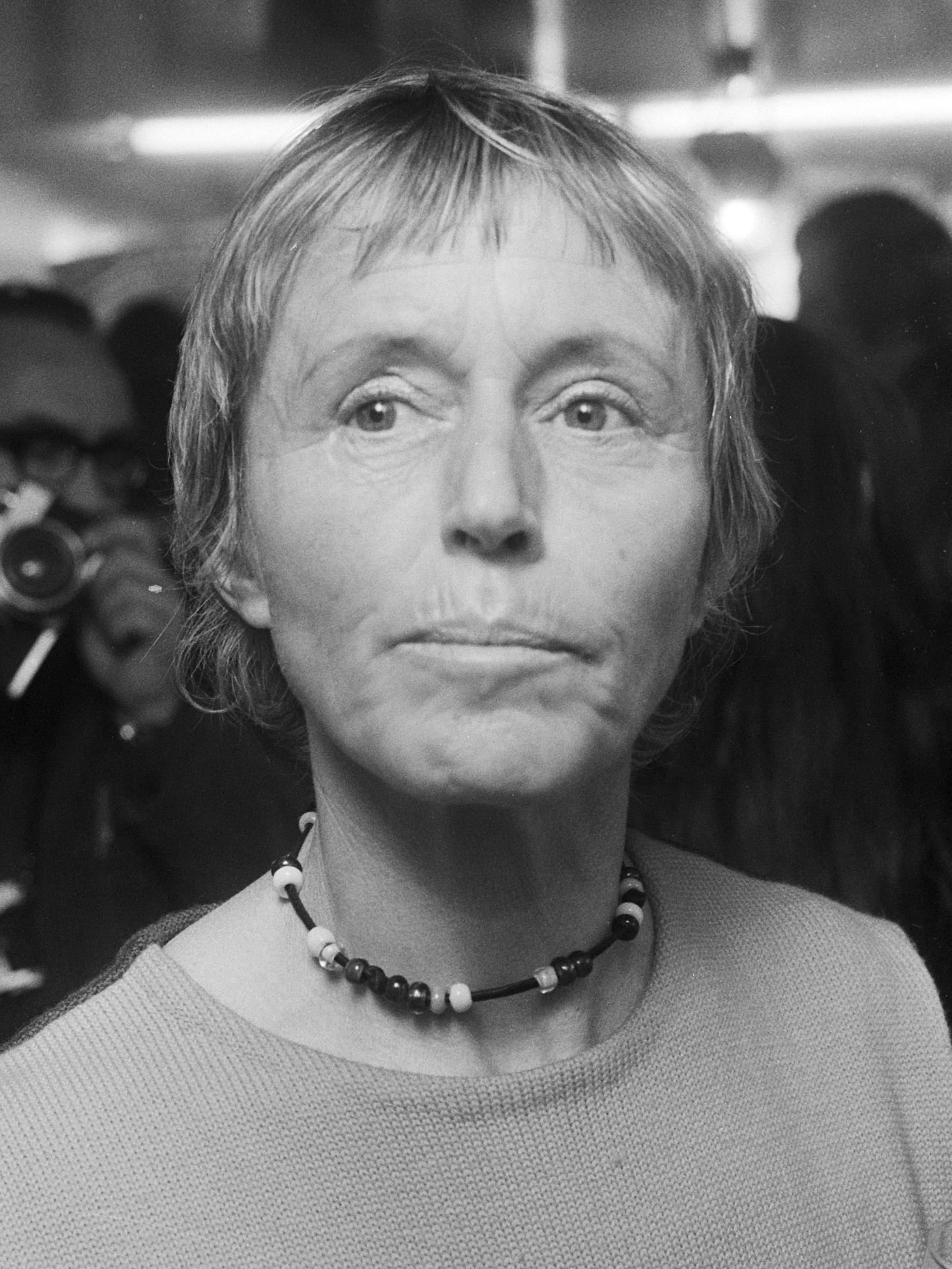
ベアーテ・ウーゼ

ベアテ・ウーゼ(Beate Uhse-Rotermund, 前名Beate Köstlin, 1919年10月25日-2001年7月16日、しかしベアーテ・ウーゼの記載もある) は、ドイツ軍のパイロットで、企業家。1930年代のドイツにおける女性初かつ唯一のスタントパイロットで、第二次世界大戦後にアダルトグッズショップを世界で展開した。彼女の起業したBeate Uhse AGはフランクフルト証券取引所に上場し、性具売り上げで世界最大である。Beate Uhse AGはPremiereネットワークでのテレビ放送も行っている。

## 経歴
ベアテは東プロイセンのクランツで生まれた｡ 彼女は三人兄弟の末っ子で、父親のOtto Köstlinは農民、母親のMagarete Köstlinは医師だった(ドイツで最初の女性医師の5人のうちの1人で小児科医であった)。
ベアテが8歳のとき、兄は彼女にイカロス神話のことを話した。そのストーリーと空を飛ぶということに、彼女は魅了された。ベアテはニワトリの羽をあつめて翼に糊付けし、ベランダの屋根からジャンプした。このようにベアテは野性的な子どもだった。両親は彼女をコントロールできなかったが、かわりに彼女が望むようにさせた。両親は彼女がよい教育を受けられるように支援した。両親は性的なことがらについて早くから教えており、性や正しい衛生学的知識についてもオープンに話した。18歳のとき、ベアテはヘッセン州のやり投大会で優勝した。
ベアテはどのような状況であっても、両親と同じ道を歩んで農民や医師になることは望まなかった。彼女の夢は、パイロットになることだった。

### 戦時下でのパイロット
16歳のとき、ベアテはイギリスに1年間留学し、オペアとして英語を勉強した。その後、彼女は両親の家に戻り、"正規の"教育(家政学)を受け、これに両親は満足した。ベルリンへの旅行の際、彼女の父親は偶然にGerman Aero-Club (飛行のための非営利団体)出身でモータースポーツの教師であったザクセンベルクと会い、娘の "飛行狂" と女性パイロットという "馬鹿げた" 考えについて不満を語った。しかしザクセンベルクはこの考えに興奮を覚えて、17歳のベアテにパイロット免許を取得する方法について教えた。
最終的に両親は彼女の望みを受け入れ、1937年ベアテはベルリン近くにあるラングスドルフ飛行士訓練場に入学した。10月の18歳の誕生日に、彼女は免許を取得した。1938年、彼女はスタントパイロットの試験に合格し、その後すぐにベルギーのレースに参加した。彼女は自分のカテゴリーで優勝し、ターゲット着陸で2位、"時間通りの飛行"で3位となった。
その後、彼女は飛行機会社のビュッカー社でテストパイロットとして働き、19歳になるとフリードリッヒ飛行機工場の配達パイロットとなった。その直後に、彼女は映画会社のUFAから、映画で影武者(スタント)を演じることを依頼され、ベアテはそれを演じた。ベアテは尊敬する映画スターのハンス・アルバースや、他の多くの俳優と共演した。"Wasser für Canitoga" (Water for Canitoga)では、彼女はRene Deltgen のスタントを演じて、気球のバリアのなかを潜り抜け、不時着を演じた。
ベアテはスタント飛行の指導者、ハンス・ユルゲン・ウーゼと恋に落ちたが、結婚の提案は繰り返し拒絶した。彼女は "男のために飛ぶのを止めたりは" しないと誓っていた。しかし、ハンス・ユルゲンは彼女の希望を支え、彼女は最終的には彼を受け入れた；しかし彼女の父親は抵抗した。1年間のあいだ、父親は結婚を祝福することを拒否した。最終的に結婚式は1939年10月10日に予定された。しかし、結婚式は開戦により取り消された。9月28日にハンス・ユルゲン・ウーゼは戦場に配備されることになった。;二人は彼の出発の4時間前に結婚した。
戦争によって、スタント飛行は不可能になった。このためベアテは地上にとどまることになった。ラングスドルフの小さな自宅で、彼女は閉所恐怖症に陥った。ドイツ空軍が輸送機隊として飛行する仕事を提案し、ベアテは感謝してそれを受けた。彼女は "そうでもなければできない" 飛行機を飛ばすことができた：ユンカース Ju 87やメッサーシュミットBf109、Bf110、フォッケウルフ Fw190、そして大戦末期にはメッサーシュミット Me262にも搭乗した。彼女は、戦争が終わったらこの経験を生かして、パイロットとしてキャリアを積めると感じていた。
1943年、彼女の息子のクラウスが生まれた。彼女は戦争に不可欠な役割を果たしていたので、働き続ける許可が得られ、乳母を雇うことも許された。彼女はヘリコプターやロケット戦闘機を女性として初めて操縦した。テストパイロットとしての功績を認められ、1944年、女性で史上唯一の1級鉄十字章を授与されている｡ 1945年、夫のハンス・ユルゲンが致命的な事故に会い、24歳のベアテと1歳の息子を残して亡くなった。夫の死後、彼女は大尉となり、前線へと飛行機を輸送する任務に着いた。連合国側の砲撃で、直撃弾すれすれをくらうこともあった。
1945年4月、ベルリンは連合国により包囲された。ベアテ・ウーゼの大隊の指揮官は大隊を西方に展開しようとした。ベアテは荒廃した市街を通り抜けて、ラングスドルフの自宅へと向かい、息子と乳母を連れ出した。彼らを連れて飛行場へと戻ったときには、彼女の飛行機とともに大隊は去っていた。負傷兵を輸送するために燃料が積載されている飛行機を見つけたが、パイロットはいなかった。彼女は負傷兵と2歳の息子と乳母を乗せて、ベルリンを去り西へと向かい、北フリージアのレックで着陸した。彼女はイギリス軍に逮捕された。解放された後、彼女は息子とともにフレンスブルクで生活した。

## 第二のキャリア：実業家として
ベアテ・ウーゼのパイロットとしてのキャリアは、終戦により途絶えた：ドイツ空軍の以前のメンバーは、飛行を許されなかった。この若い未亡人は、息子を養うための資金を得るためには、他の方法をとるしかなかった。まず、彼女は闇市場で生活した。彼女は家々を訪問して物資を売り歩き、何人もの家庭婦人と会って彼女たちにとっての問題を学んだ；前線から戻ってきた男たちが、妻を妊娠させているのだった。生まれてくる子どもには "家も無く、収入も無く、未来も無い" が、男たちがそのことを気遣うことはなかった。多くの女性が妊娠中絶を行い、子どもを "やっかいばらい" した。ベアテ・ウーゼは彼女の母 (戦争中に亡くなっていた) が性・衛生法・避妊法について話したことを思い出した。彼女はクナウス・オギノ法 (避妊法) について情報を集め、性周期を知るための冊子を配布した。
1947年までに、ベアテは通信販売 "Betu" 会社を通じて "Pamphlet X" を32,000部売り上げ、ハンブルクやブレーメンなどの大都市に進出し始めた。多くの人々が、性やエロティシズムについて彼女にアドバイスを求めた。"こうした人々は「生」の事実について無自覚だった"、と彼女は自伝で記している。まもなく、彼女はコンドームと "結婚ガイド" を販売するようになった。
1951年、4人の従業員とともに、ベアテは "Beate Uhse Mail Order" 社を創業し、コンドームと "結婚生活の衛生法" についての書籍を販売した。2年後には、会社は14人の従業員を抱えるようになった。ベアテ・ウーゼは小売業者のエルンス・ワルター・ローテルムントと結婚し、2人目の子どものウルリッヒを授かった。
1962年、フレンスブルクで彼女は "結婚生活のための特殊用品店" をオープンした。世界で最初のアダルトグッズショップである。彼女は、店舗とカタログの双方で、より多くの"結婚生活の衛生用品"を扱うようになった。すぐに警察が捜査をはじめ、彼女の店が "性的な欲望をかきたてて満足させ、公序良俗に反する" として、営業を妨害した。1992年までに、彼女の店は2,000回以上起訴された。彼女は他の団体からも不遇を受けた：Börsenverein des Deutschen Buchhandels(ドイツ書籍産業の取引所) は、彼女のStephensen出版の加盟を "倫理的懸念" により拒否した。Flensburgテニスクラブは、彼女の入会を "一般的懸念" により拒否した。
1979年、ベアテは2人目の夫と離婚した。1983年、彼女は胃がんと診断されたが、克服した。75歳のとき、彼女はダイビングの免許を取得した。1996年、彼女は長年の念願をかなえ、ベルリンにBeate Uhse Erotic Museumを開設した。3年後の1999年、彼女の会社Beate Uhse AGは、フランクフルト証券取引所に上場し、財界から大きな関心をもって迎えられた。株価は上場時の64倍まで値上がりした。株券には2人の裸婦が描かれており、とても人気が高い。
ベアテ・ウーゼは肺炎のため、スイスのザンクト・ガレンで死去した。
オスワルト・コレと同様に、ベアテ・ウーゼはドイツ語圏での性の開放に重要な役割を果たした。1989年、彼女はドイツ連邦共和国功労勲章を受賞し、1999年にはフレンスブルクの名誉市民となっている。